# Col du Chalet-à-Gobet
Le col du Chalet-à-Gobet est un col routier situé à 873 mètres d'altitude au nord de Lausanne, en Suisse. Il est emprunté par la route de Berne.

## Situation
Le col relie le Plateau suisse au bassin lémanique. Au nord, le plateau monte progressivement depuis Moudon. Au sud il descend de façon plus pentue vers Lausanne et le lac Léman.

## Hydrographie
Le col est situé sur la ligne de partage des eaux entre le Rhône et le Rhin. Au sud, les eaux de la Chandelar et du Flon Morand rejoignent le lac Léman dans le bassin du Rhône. Au nord, le Talent fait partie du bassin versant du Rhin.